# Vertikalgradient
Als Vertikalgradient wird die Veränderung eines Feld- oder Messwertes in vertikaler Richtung bezeichnet. Bei vielen Größen in der Natur tritt die stärkste örtliche Veränderung in der Lotrichtung auf, so dass der Vertikalgradient dem Gradienten selbst entspricht.
In den Geowissenschaften sind die zwei wichtigsten Vertikalgradienten der Schweregradient der Erdbeschleunigung und der atmosphärische Gradient der Lufttemperatur.
Von größerer Bedeutung sind ferner: in der Geophysik die Vertikalgradienten des Magnetfeldes und in der Meteorologie die Vertikalgradienten des Luftdrucks, des Wasserdampfs (Luftfeuchte) und des Niederschlags.
Die Hydrologie modelliert teilweise die vertikalen Änderungen in Gewässern und die Geochemie die Gradienten chemischer Stoffe (z. B. Ozon).

## Vertikalgradient der Schwerkraft
Generell nimmt die Schwerkraft nach oben ab, doch der Betrag des Gradienten hängt von den näheren Umständen ab.

### Freiluftgradient
Der Freiluftgradient beschreibt die Änderung der Erdbeschleunigung ohne Anwesenheit von nahen, die Schwerkraft beeinflussenden Massen. Unter Annahme eines völlig regelmäßig geformten, festen Erdkörpers beträgt der theoretische Freiluftgradient −0,3086 mGal/m = −0,00000 3086 s−2. Die Schwerebeschleunigung nimmt also mit zunehmender Entfernung von der Erdoberfläche um etwa 0,00031 Gal pro Höhenmeter ab. Demnach ist sie in 1000 m Höhe über einem Messpunkt an der Erdoberfläche um 0,0031 m/s² geringer als am Boden, dies entspricht einer Abnahme von 0,031 Prozent pro Kilometer.
Dieser Wert gilt genähert nur über ebenem Boden oder über einem frei stehenden Gipfel. Bei unebenem Gelände ist außerdem noch die topografische Reduktion zu berücksichtigen, die ähnliche Werte erreichen kann.

### Schwereverlauf im Untergrund

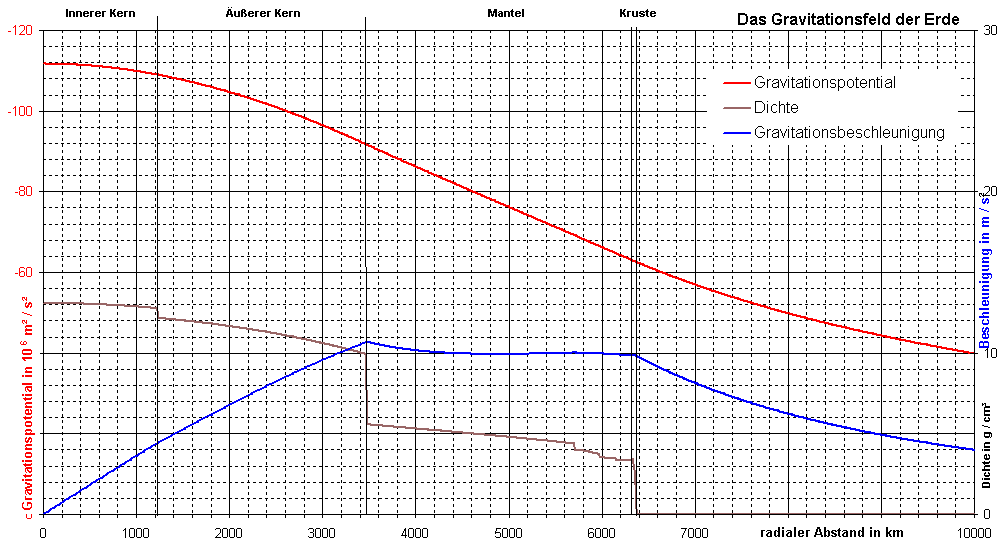
Schwerebeschleunigung (blau) im Erdgravitationsfeld

- In der Erdkruste beträgt der Schweregradient etwa 0,11 mGal/m – der Prey-Gradient. Er gilt jedoch nicht unbegrenzt in Richtung Erdinneres, denn in ca. 1000 km Tiefe tritt ein Schweremaximum auf, von dem die Schwerkraft dann fast linear zum Erdmittelpunkt hin abnimmt.
- Eine parallele Gesteinsplatte hat – je nach ihrem Material – einen Einfluss von etwa 0,15 bis 0,22 mGal pro Meter Plattendicke. Der genaue Wert hängt von der Gesteinsdichte ab, deren Durchschnitt in der Erdkruste etwa 2,67 g/cm³ beträgt.
- Dies ergibt den Bouguergradient von 0,1967 mGal/m – der exakt für die zwei häufigsten Gesteine Granit und Kalkstein gilt. Dieser Vertikalgradient ist der Standardwert beim rechnerischen "Abheben" von Gesteinsschichten, was in der Geophysik und Geodäsie als Schwerereduktion bezeichnet wird.

## Vertikalgradient der Lufttemperatur
Generell nimmt die Temperatur der Erdatmosphäre mit zunehmender Höhe bis zur Tropopause (10–15 km Höhe) relativ gleichmäßig ab:
- Der Mittelwert des allgemeinen Temperaturgradienten beträgt rund −6 °C pro Kilometer. Ein Wert von −6 K/km (manchmal auch −6,5 K/km) liegt der Standardatmosphäre zugrunde, welche die Basis für Berechnungen in der Meteorologie und in der Luftfahrt bildet. Er kann je nach Wetterlage um einige Grad nach oben und unten schwanken. Bei einer Inversionswetterlage kann er für einige 100 Meter positiv sein, d. h. die Temperatur nimmt mit wachsender Höhe zu.

Zwei weitere Vertikalgradienten sind noch von Bedeutung:
- Der trockenadiabatische Gradient von −9,7 K/km, der die Abkühlung eines rasch aufsteigenden trockenen Luftpakets darstellt. Er ändert sich jedoch bei Anwesenheit von Wasserdampf zum
- feuchtadiabatischen Gradienten, der ab dem Taupunkt (bei Wolken- oder Nebelbildung) rund −5 K/km beträgt.

Die Unterschiede der genannten drei Gradienten sind wesentlich für die Dynamik des Wettergeschehens.